# La Carlota, Mexiko
La Carlota är en ort i Mexiko.   Den ligger i kommunen San Juan Bautista Tuxtepec och delstaten Oaxaca, i den sydöstra delen av landet, 400 km sydost om huvudstaden Mexico City. La Carlota ligger 56 meter över havet och antalet invånare är 572.
Terrängen runt La Carlota är huvudsakligen platt, men västerut är den kuperad. Runt La Carlota är det ganska glesbefolkat, med 24 invånare per kvadratkilometer. Närmaste större samhälle är Playa Vicente, 6,6 km öster om La Carlota. Omgivningarna runt La Carlota är en mosaik av jordbruksmark och naturlig växtlighet.